# Unité cérémoniale (Cuba)
 (juillet 2025).
L'Unité Cérémoniale des Forces Armées Révolutionnaires Cubaines (espagnol : Unidad Ceremonial de las Fuerzas Armadas Revolucionarias) est un bataillon de rituels cérémoniaux des Forces armées révolutionnaires cubaines. Depuis sa fondation le 15 décembre 1961, les membres hommes et femmes de l'unité ont rendu hommage au Parti communiste de Cuba, au gouvernement de Cuba et aux Forces armées révolutionnaires (FAR). L'unité utilise d'intenses techniques physiques et politiques, notamment martiales, pour maintenir la discipline requise pour les soldats et officiers de l'unité de cérémonie.

## Fonctions cérémonielles et histoire
La fonction principale de l'unité est d'effectuer la relève de la garde toutes les demi-heures au mausolée José Marti à l'intérieur du cimetière de Santa Ifigenia. En plus de fournir des honneurs liés au protocole (honneurs funéraires, présentation des lettres de créance, remise de médailles nationales, accueil des flottes navales étrangères, cérémonies de dépôt de couronnes, revêtement des rues pour les défilés militaires sur la Plaza de la Revolución). L'unité représente les forces armées révolutionnaires lors des cérémonies d'arrivée au Palais de la Révolution pour les visites d'État à La Havane, avec un accompagnement musical assuré par la fanfare de l'unité cérémoniale. Ces dernières années, l'unité a participé à l'accueil de Barack Obama, le prince de Galles et de Felipe IV d'Espagne. Lors des honneurs rendus au dirigeant soviétique Léonid Brejnev en 1974, la garde des couleurs de l'unité portait les couleurs des branches de l'armée de terre, de la marine et de l'armée de l'air soviétiques. À l'extérieur du pays, l'unité a notamment participé au défilé du Jour de la Victoire en Chine en 2015,. Lors des répétitions du défilé, la formation de 82 membres était souvent connue pour être la dernière sur le terrain d'exercice et la seule à utiliser les arts martiaux chinois tels que le Tai Chi dans ses exercices. L'unité a également joué un rôle important dans la mort et les funérailles nationales de Fidel Castro en novembre 2016.
En 1991, l'unité cérémoniale a lancé un uniforme historique porté lors de la cérémonie d'ouverture des Jeux panaméricains de 1991 organisés à La Havane, inspiré des uniformes de style rayadillo portés par les soldats révolutionnaires cubains de la guerre d'indépendance et de la guerre hispano-américaine.
Les jours fériés couverts par l'unité comprennent :
- Triomphe de la Révolution (1er janvier)
- Jour de la Victoire (2 janvier)
- Journée des Forces armées cubaines (2 décembre)
- Jour de la rébellion nationale (26 juillet)
- Jour de l'Indépendance (10 octobre)

L'unité comprend également dans ses rangs une batterie d'artillerie de cérémonie qui tire des salves de 21 coups d'artillerie lors d'événements d'État,,.

## Galerie

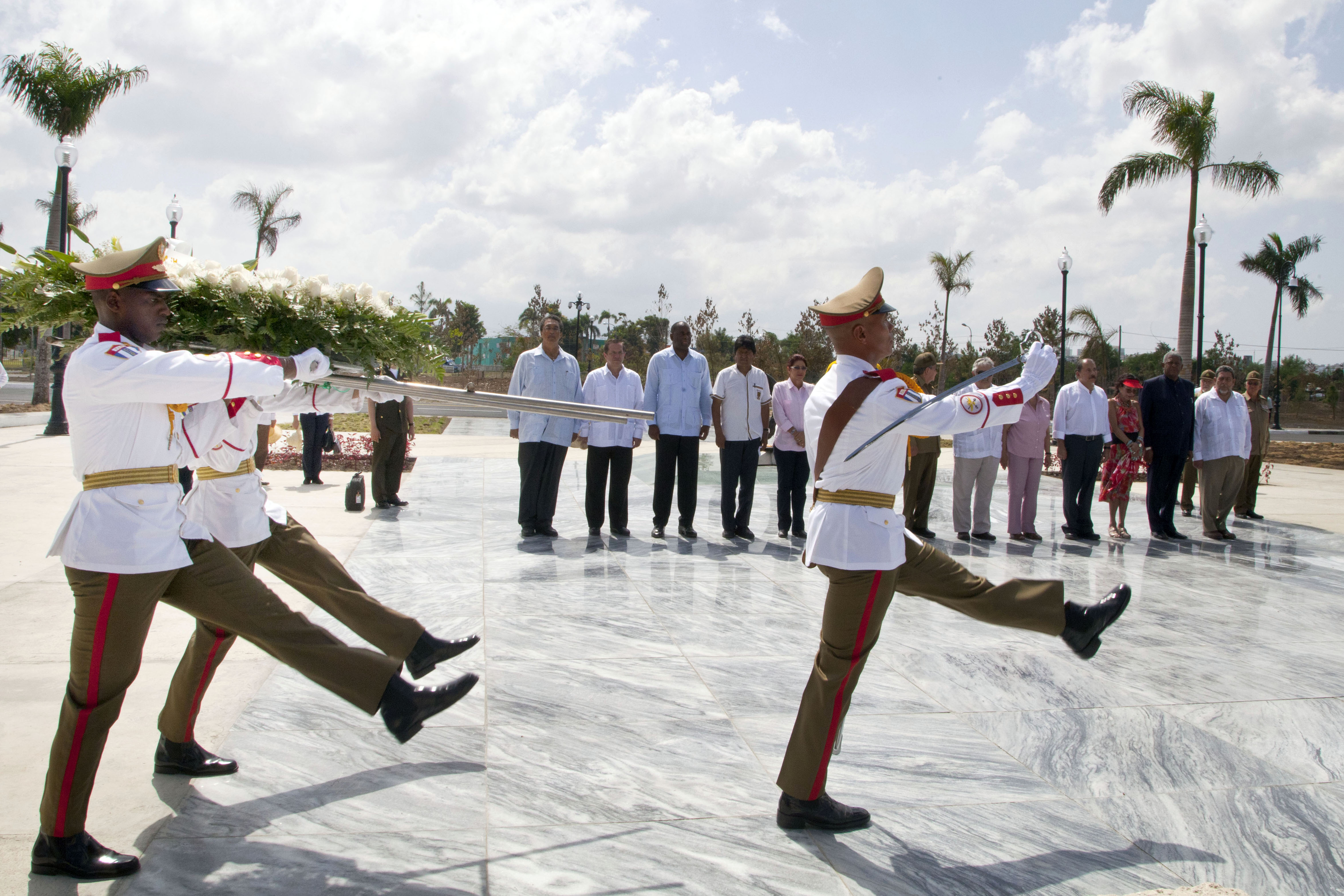
Une équipe de dépôt de gerbes dirigée par le commandant de l'unité José Luis Peraza López au Mémorial José Martí.
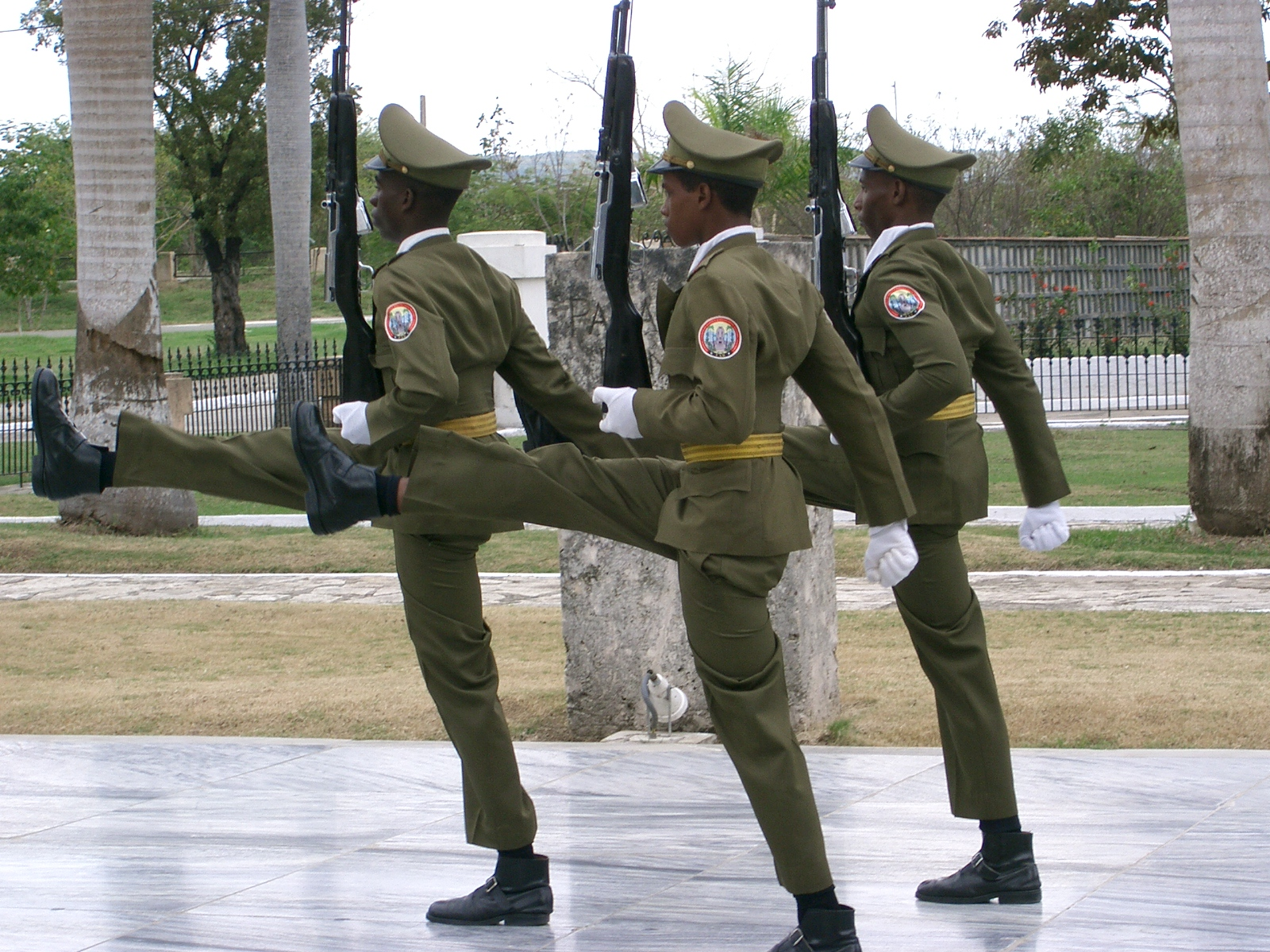
Trois gardes au départ de la relève de la garde.
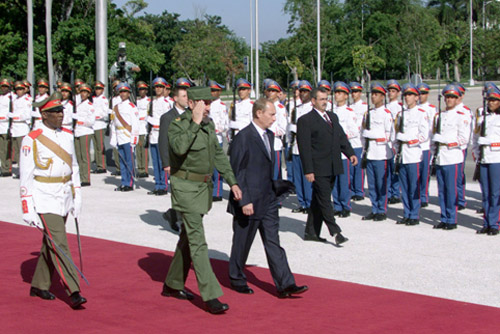
Vladimir Poutine accompagné de Castro et du commandant de l'unité, inspectant les membres de la garde d'honneur devant le bureau du Conseil d'État, décembre 2000.
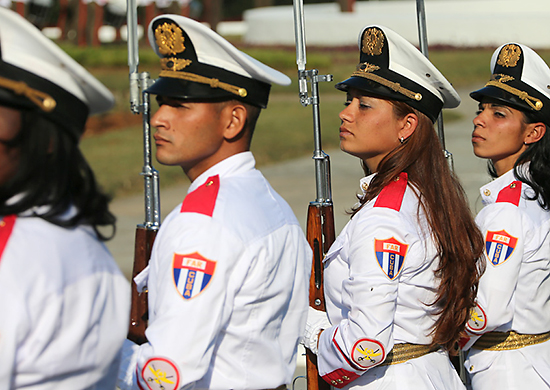
Des militaires de l’unité, hommes et femmes, devant un mémorial aux troupes soviétiques.
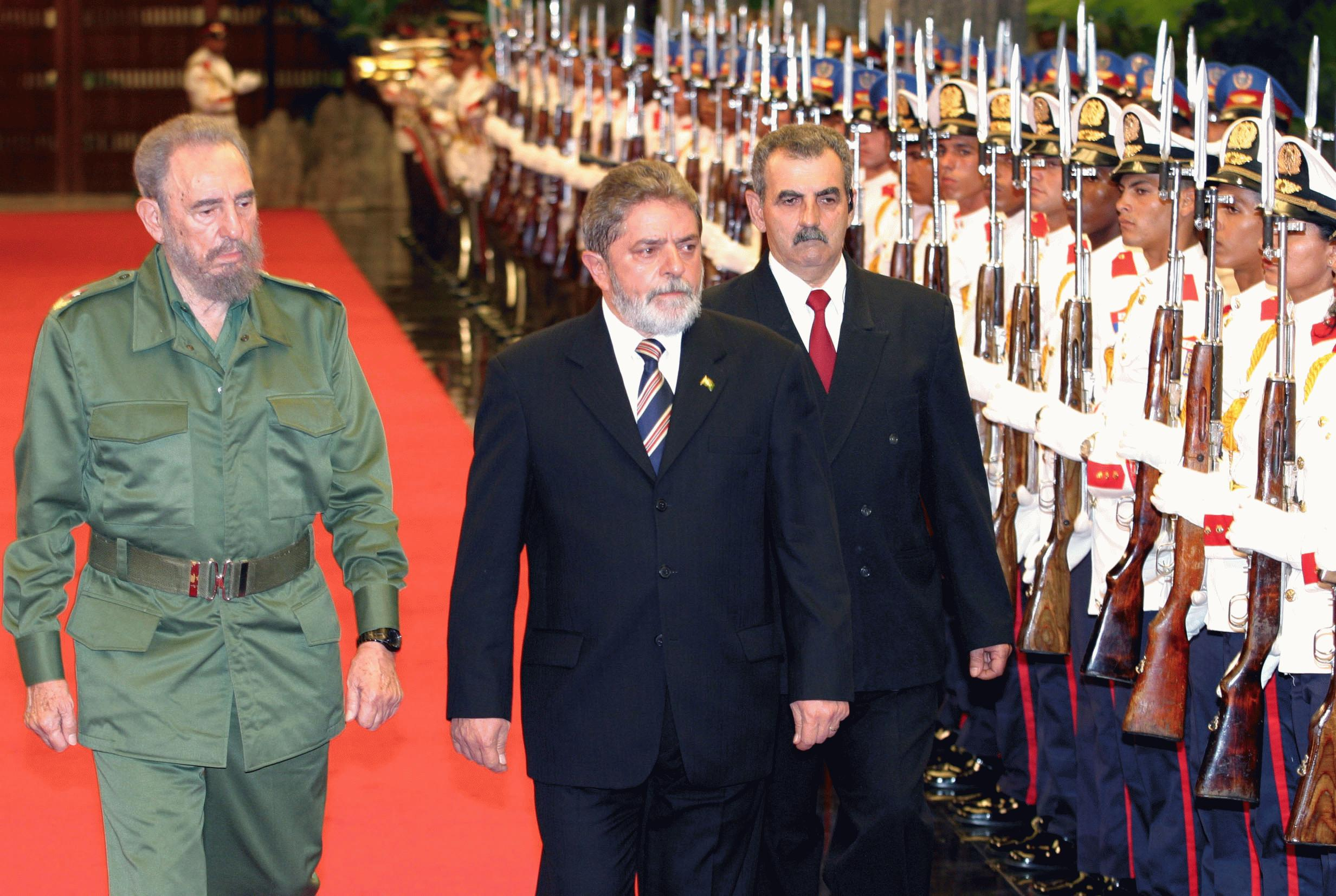
L'unité est passée en revue par le président du Brésil, Lula da Silva, et le chef cubain Fidel Castro.

### Images
- Salve de 21 coups d'artillerie en l'honneur du 165e anniversaire de José Martí

### Vidéos
- Une formation militaire de l'unité lors du défilé du Jour de la Victoire chinoise 2015 à Pékin

- La relève de la garde à La Havane en 2008
- Parade en l'honneur des soldats soviétiques